# Shanwan
Shanwan (kinesiska: 山湾乡, 山湾) är en socken i Kina. Den ligger i provinsen Hebei, i den norra delen av landet, omkring 220 kilometer nordost om huvudstaden Peking. Antalet invånare är 7 404. Befolkningen består av 3 527 kvinnor och 3 877 män. Barn under 15 år utgör 18,0 %, vuxna 15-64 år 70 %, och äldre över 65 år 11,0 %.
Genomsnittlig årsnederbörd är 635 millimeter. Den regnigaste månaden är juni, med i genomsnitt 161 mm nederbörd, och den torraste är januari, med 2 mm nederbörd.